# Пепино
Пепино (Solanum muricatum) је вишегодишња биљка која се претежно узгаја као једногодишња због слатких, сочних плодова који укусом подсећају на дињу. Потиче из Јужне Америке, с подручја Колумбије, Еквадора, Перуа , Чилеа и Боливије, где се узгаја на планинским падинама на надморској висини од 1000 до 3000 метара. Зрели плодови пепина су слатки и сочни и користе се у свежем стању. Обично се љуште попут јабуке. Зависно од сорте и услова гајења садрже 3,5 до 8,5% шећера и 35 до 70 милиграма витамина Ц.

## Ботанички опис биљке
Корен пепина продире до 1 метар дубине, али гранање почиње врло рано, маса корена може заузети пречник до 1,5 метара, али је највећи део корена у површинском слоју до 30 центиметара.
Стабло нарасте до 1 метар и обилно се грана, па поприма жбунаст облик, али није довољно чврсто да до краја остане усправно. У гајењу се обично пинцира (заламање бочних изданака) као парадајз, а у стакленицима се гаји само на један или два изданка који се воде уз ослонац, а могу израсти и до 2 метра.
Листови су врло варијабилни, Могу бити једноставни, ланцеласти или перасто сложени, слично кромпиру, те различитих прелазних облика.
Цветови су двополни, јављају се у гроздастим цвастима, које могу имати и до 20 пупољака, који сукцесивно цветају. Боја цвета зависи од температуре за време цветања. Ако је средња дневна температура 10 до 20 °, латице су тамноплаве, а при вишим температурама од преко 27 ° су беле.
Плод је бобица, округлог, овалног или издуженог облика, у зрелом стању зелене, жуте или жутонаранџасте боје, са пурпурим или љубичастим пругама. Већином имају од 150 до 300 грама, али могу бити од 50 до 900 грама. У плоду је обично само неколико семена, али у неповољним условима честа је партенокарпија.
Пепино је осетљив на ниске температуре и већ при 0 ° страда. Оптимална средња дневна температура за раст и развој је 23 °, а у стакленику се одржава 18 до 25 ° дању и 10 до 15 ° ноћу.
- Зрели плод пепина
- Цвет пепина
- Пресек плода